# Успение Богородично (Палеохори)
Вижте пояснителната страница за други значения на Успение Богородично.
„Успение Богородично“ (на гръцки: Κοιμήσεως της Θεοτόκου) е възрожденска православна църква в гревенското село Палеохори, Егейска Македония, Гърция, част от Гревенската епархия на Вселенската патриаршия.
Църквата е гробищен храм и е издигната в 1842 година. Изписана е в същата година от братятата зографи Василиос и Йоанис от Востина, които се подписват „χειρ Βασιλείου και Ιωάννου των αδελφών“.